# Amphiesma sieboldii
Amphiesma sieboldii е вид влечуго от семейство Смокообразни (Colubridae).

## Разпространение
Видът е разпространен в Пакистан.